# Ék

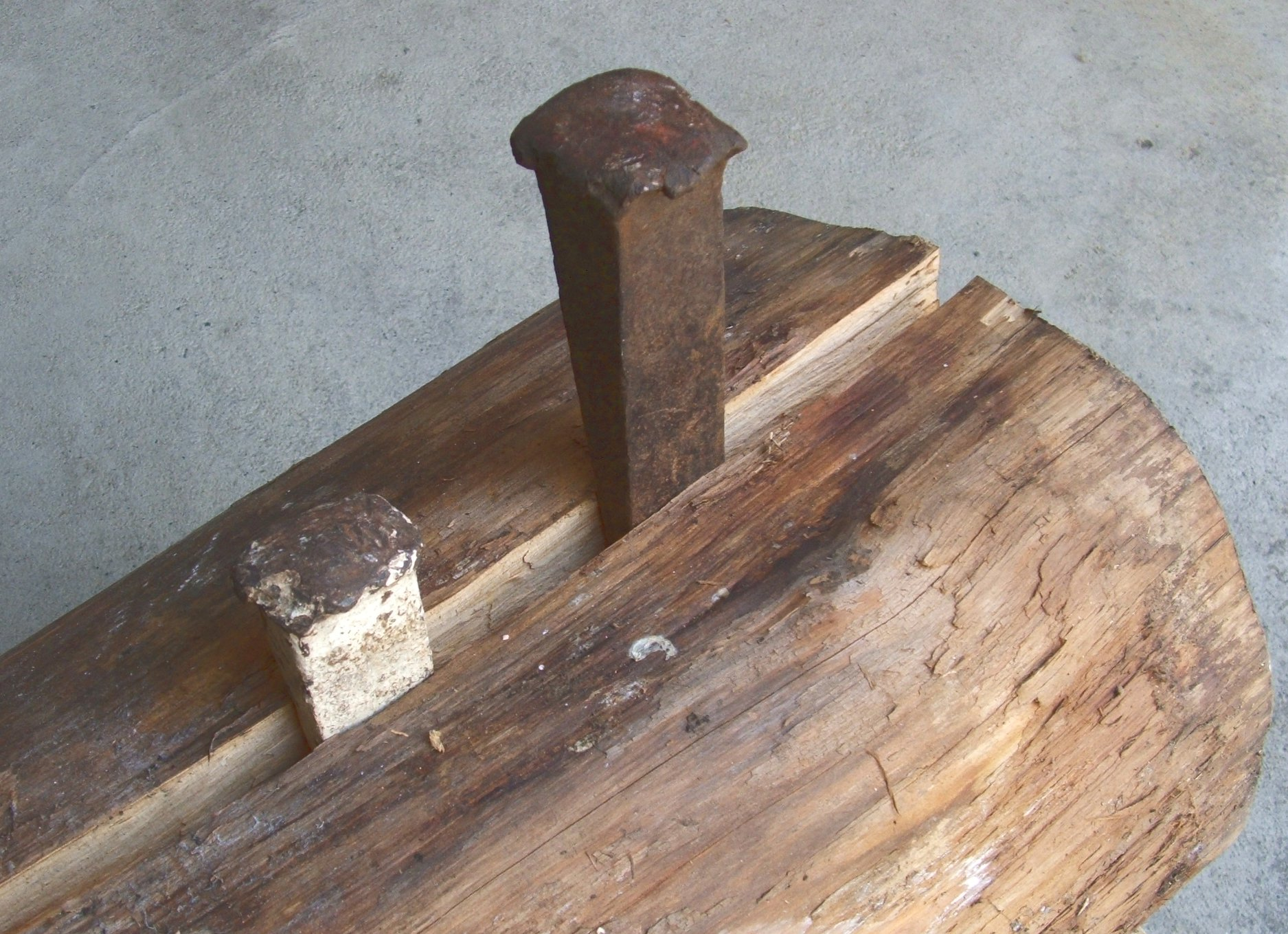
Favágók nagy fatörzsek hasítására éket használnak

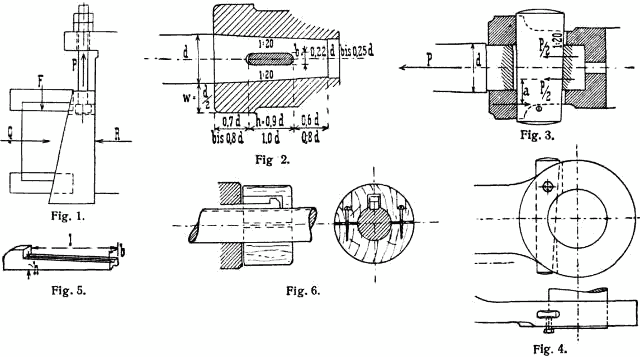
Az ék mint gépelem

Az ék egyike az egyszerű gépeknek két, többnyire szimmetrikusan összeillesztett lejtőből származtatható. Az ék igen régi eszköz, használata a történelem előtti időkben kezdődött.
Széles körben használják:
- Az első kőszerszámok nagy részénél is az ékhatást használták ki.
- Kőbányászatban nagy kőtömbök leválasztására használatos.
- Tulajdonképpen minden kés, fejsze, balta – ék. Favágók nagy fatörzsek hasítására is éket használnak.
- A szeg, ácskapocs szintén ék.
- A régi rusztikus bútorok, kocsik, faépületek kötőeleme igen gyakran a faék.
- Gépelemként gyakran használják, mivel egyszerűbb technológiával is pontosan gyártható.
  - Gépállványok magasságának pontos beállítására gyakran két összefordított éket használnak.
  - Gőzgépek dugattyúrúdjainak összekötése.
  - Tárcsák felerősítése tengelyekre (orros ék, tangenciális ék).

## Erőjátéka
Az ábrán látható egy teljesen általános aszimmetrikus ék felerősítésekor fellépő erők játéka. Bevezetve a
{\displaystyle \rho \,} súrlódási kúpszöget, melyet az alábbi összefüggés definiál:
{\displaystyle \rho =arctg~\mu \,}
az erőkre az alábbi egyenletek írhatók fel:
{\displaystyle P=A\sin(\alpha _{1}+\rho _{1})+B\sin(\alpha _{2}+\rho _{2})\,}
{\displaystyle A\cos(\alpha _{1}+\rho _{1})-B\cos(\alpha _{2}+\rho _{2})=0\,}
{\displaystyle B\cos(\alpha _{2}+\rho _{2})=Q+B\sin(\alpha _{2}+\rho _{2})\mu \,}
Az egyenletrendszerből az ék befeszítéséhez szükséges erő kifejezhető:
{\displaystyle P=Q{\frac {\mathrm {tg} (\alpha _{1}+\rho _{1})+\mathrm {tg} (\alpha _{2}+\rho _{2})}{1-\mu ~\mathrm {tg} (\alpha _{2}+\rho _{2})}}\,}
A fenti összefüggésben
{\displaystyle \rho \,} a hüvely és csap közötti súrlódás kúpszöge, {\displaystyle \mu \,} a súrlódási tényező ugyanitt,
{\displaystyle \rho _{1}\,} az ék bal oldali felülete és a hüvely közötti súrlódás kúpszöge, míg
{\displaystyle \rho _{2}\,} az ék jobb oldali felülete és a csap közötti súrlódás kúpszöge.
Az a {\displaystyle P'\,} erő, mely a {\displaystyle Q\,} befeszítő erejű ék kioldásához kell, a {\displaystyle P\,} erővel ellenkező irányú:
{\displaystyle P'=Q{\frac {\mathrm {tg} (\alpha _{1}-\rho _{1})+\mathrm {tg} (\alpha _{2}-\rho _{2})}{1-\mu ~\mathrm {tg} (\alpha _{2}\rho _{2})}}\,}.
Annak feltétele, hogy az ék a befeszítés után a helyén maradjon (a normális irányú erők ne tolják vissza):
{\displaystyle \mathrm {tg} (\alpha _{1}-\rho _{1})+\mathrm {tg} (\alpha _{2}-\rho _{2})\leq 0\,}
Szimmetrikus ék esetén, vagyis ha {\displaystyle \alpha _{1}=\alpha _{2}\,} és {\displaystyle \rho _{1}=\rho _{2}\,}, ez a feltétel az
{\displaystyle \alpha _{1}\leq \rho _{1}\,}
összefüggésre egyszerűsödik.
Ha {\displaystyle \alpha _{2}=0\,} és {\displaystyle \rho _{1}=\rho _{2}\,}, akkor
{\displaystyle \alpha _{1}\leq 2~\rho _{1}\,}